# Lola Membrives
Dolores "Lola" Membrives Fernández (Buenos Aires, 28 de junio de 1885-Buenos Aires, 31 de octubre de 1969) fue una actriz argentina, afincada en España. 

## Biografía
Hija de emigrantes españoles, sus primeros pasos sobre los escenarios los dio actuando como tonadillera, y debutó en Madrid en 1904, en el Teatro Apolo. Acompañada al piano por Enrique Granados, el 26 de mayo de 1913, estrenó las Tonadillas en estilo antiguo de Granados y Fernando Periquet en el Ateneo de Madrid. Logra el éxito en América con obras de José Padilla. Gracias al enorme éxito cosechado, pudo comenzar a interpretar papeles dramáticos y cómicos de obras de los más variados autores, con las que realizó giras triunfales por España e Hispanoamérica.
Algunos de los más destacados dramaturgos de la primera mitad del siglo XX, escribieron para ella papeles como los Madreselva y Ventolera (1944) (hermanos Álvarez Quintero), Las adelfas en 1928 y La Lola se va a los puertos en 1929 (Antonio y Manuel Machado) o Pepa Doncel (1928) (Jacinto Benavente). De este último también interpretó, durante varias temporadas Señora Ama y La noche del sábado y estrenó La infanzona en Buenos Aires en 1945.
Su trayectoria abarca también obras de Calderón de la Barca, Lope de Vega, José Zorrilla (Don Juan Tenorio), Pedro Muñoz Seca, Alfonso Paso, Alejandro Casona, Enrique Jardiel Poncela, Eduardo Marquina, José María Pemán, Luigi Pirandello (La vida que te di), Oscar Wilde (El abanico de Lady Windermere) y Eugene O'Neill (Anna Christie).
Igualmente, fue una de las más importantes intérpretes, junto a María Tereza Montoya y Margarita Xirgu, del teatro de Federico García Lorca, al que conoció en 1931 y con quien realizó una gira por Hispanoamérica. Representó Bodas de sangre en 1933 y dos años después La zapatera prodigiosa, que había estrenado la Xirgu.

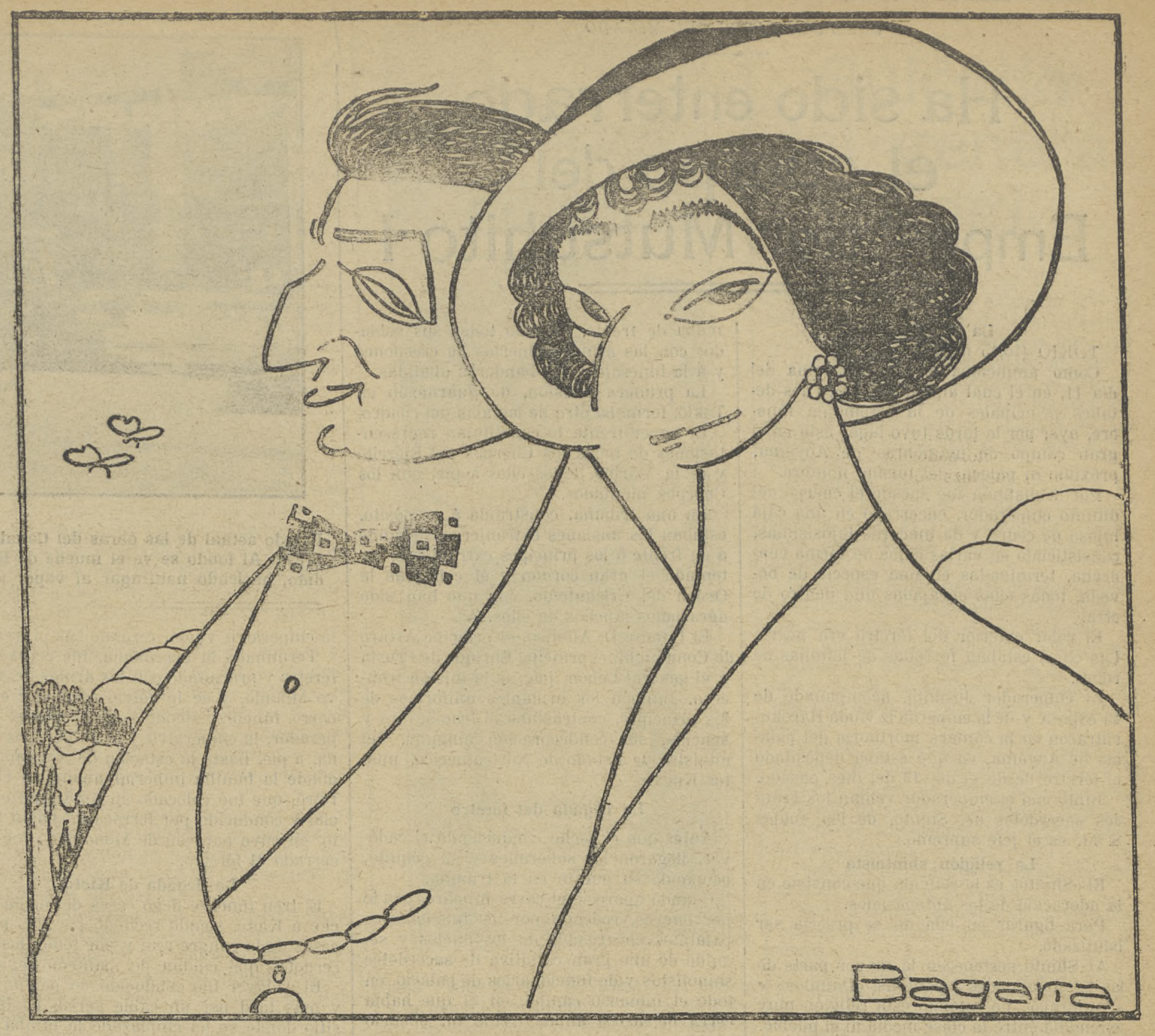
Lola Membrives y su marido Juan Reforzo caricaturizados por Bagaría en La Tribuna (1912)

En el segundo semestre de 1936 el esposo de Membrives y empresario español Juan Reforzo comenzó a administrar el Teatro Cómico y desde 1943 la actriz realizó allí con su compañía temporadas consecutivas y alternó actuaciones entre Argentina y España interpretando obras de prestigiosos dramaturgos –entre otros, Bertolt Brecht, Calderón de la Barca, Jean Cocteau, Federico García Lorca, Arthur Miller y Jacinto Benavente, de quien era muy amiga y estrenó casi todas sus obras– pero también de autores de otros géneros actuando como tonadillera y tiple, o en papeles de comedia. Entre 1943 y 1946, representó las obras de Benavente Y amargaba, Al fin mujer, La infanzona, El mal que nos hacen, La noche del sábado y Titania; de Samuel Ros, Volver a vivir; de José Antonio Ochaíta y Rafael De León, Cancela; de los hermanos Álvarez Quintero, Ventolera y de su hijo Juan Reforzo Membrives con el seudónimo de Juan Albornoz, Victoria.

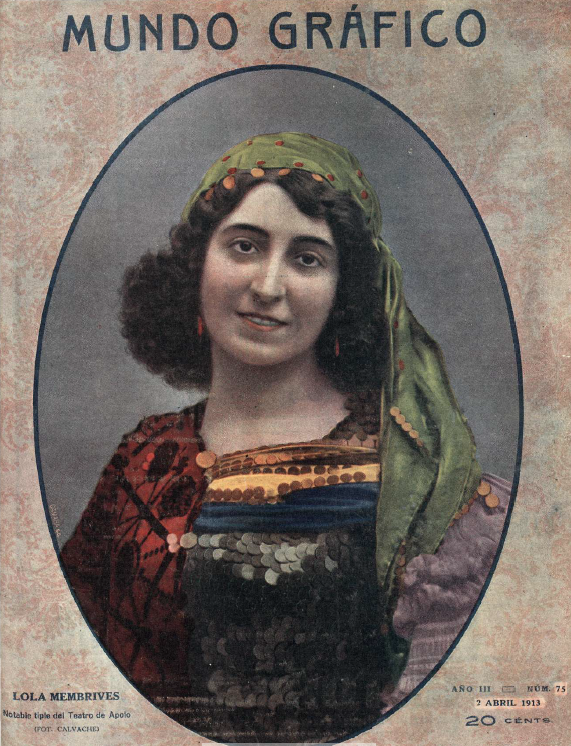
Lola Membrives en la portada de la revista española Mundo Gráfico, 1913.

Durante 1947 estuvo en España y al año siguiente retornó a Argentina, donde representó Vendimia de amor y  La casa , de José María Pemán y Nosotros, ellas y el duende, una comedia de Carlos Llopis que tuvo mucho éxito. En 1949 adquirió junto a su esposo el Teatro Cómico e interpretó El águila de dos cabezas, de Cocteau; La rosa encendida, de Enrique Suárez de Deza y Divorcio de almas, de Benavente. En 1950 representó Mater Imperatrix, de Benavente; y Elena y los hijos de Eduardo, de Marc-Gilbert Sauvajon. En 1954 actuó en la comedia La cigüeña dijo sí, de Llopis, con María Antonia Tejedor, Tomás Blanco, Vicente Vega y Juan Serrador. Al año siguiente interpretó La malquerida, de Benavente, que se constituyó en su mayor éxito, y, de García Lorca, La casa de Bernarda Alba, de García Lorca, en la que también se destacó Alejandra Boero.

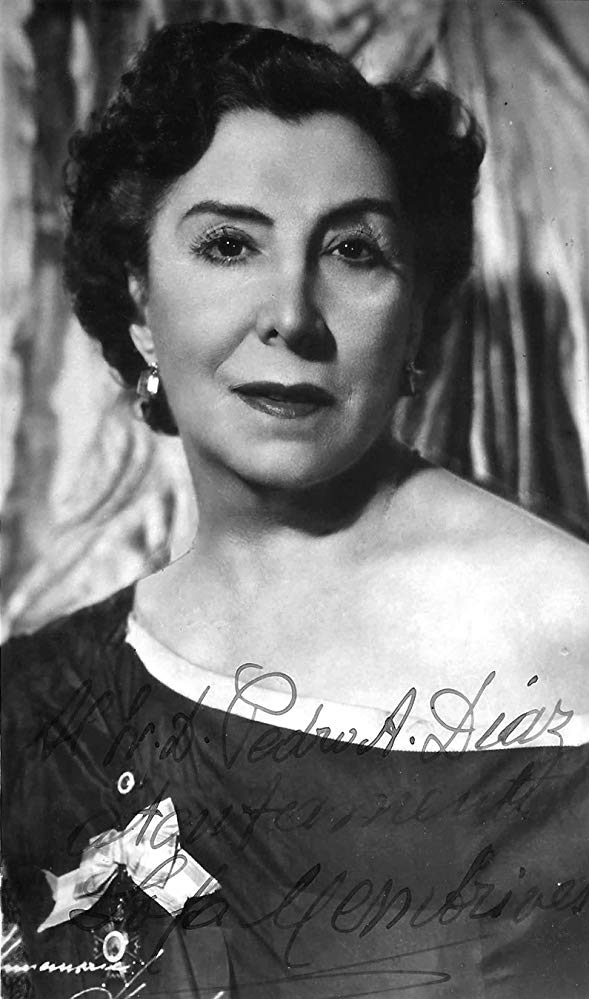
Lola Membrives

Membrives se mostró abiertamente como simpatizante durante el gobierno de Juan Domingo Perón, que fue depuesto por el golpe de Estado del 16 de septiembre de 1955. El 7 de octubre de 1955 estrenaba la obra Su amante esposa, de Benavente, y cuando apareció en escena partió de un sector del público una silbatina, acompañada de insultos y agresiones que aludían a su posición política y la función debió suspenderse siendo vanos los esfuerzos de la actriz para hablar al público. Ese mismo mes un grupo antiperonista, rompió carteleras y vidrios en el vestíbulo del teatro y, finalmente, el 8 de enero de 1956, la actriz viajó a Venezuela y después siguió a España.
En 1965 regresa a la Argentina para una gira por el interior y realiza para Canal 9 de Buenos Aires una puesta televisiva de Bodas de Sangre en el ciclo Teatro del Sábado (emitido el 27 de noviembre de 1965).
Su última función la representó en el Teatro Odeón de Buenos Aires en las obras Los verdes campos del Edén, de Antonio Gala. Falleció en la ciudad de Buenos Aires, el 31 de octubre de 1969.

## Distinciones

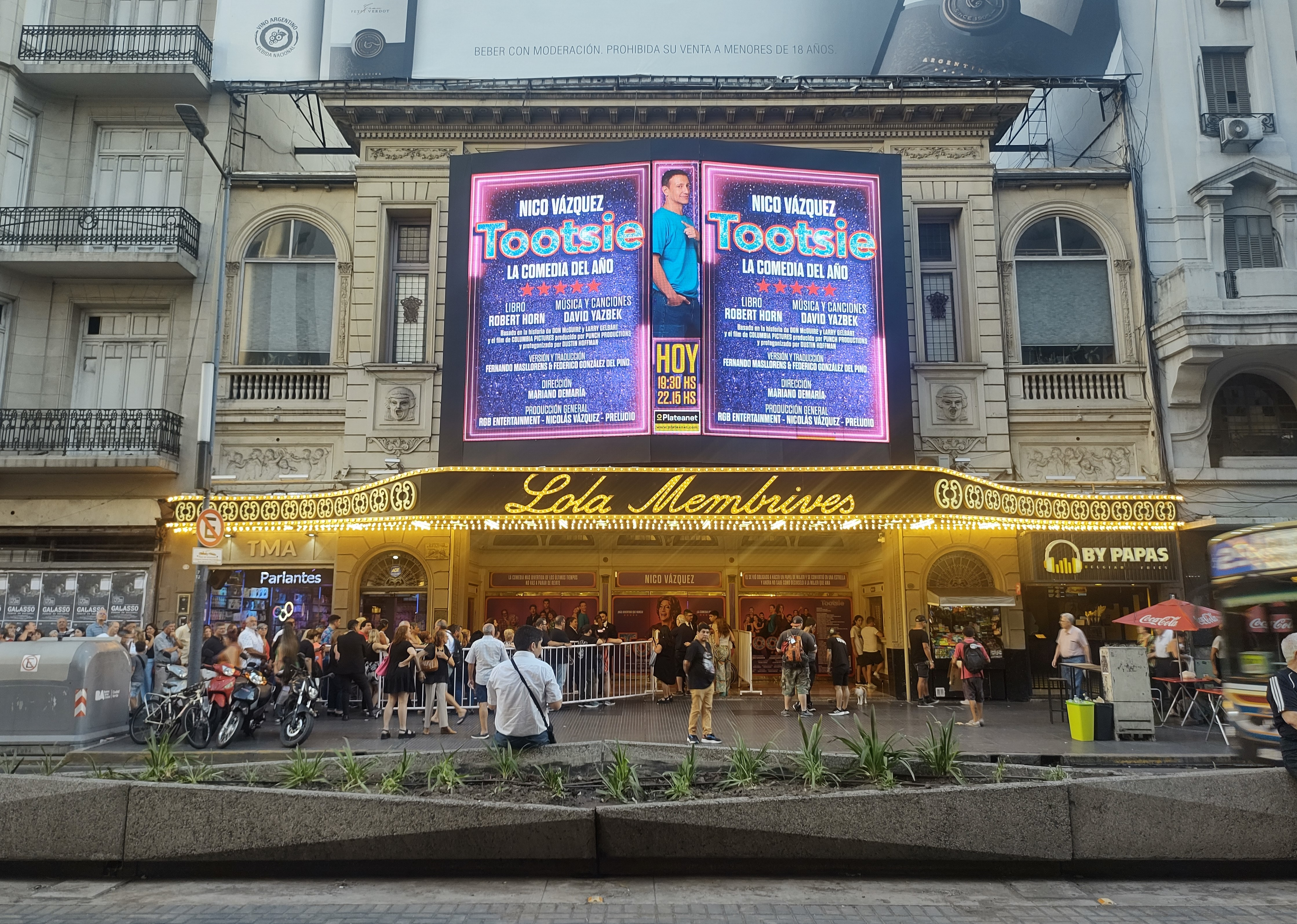
Teatro Lola Membrives, en la avenida Corrientes, Buenos Aires.

Cruz de Isabel la Católica, de España; Placa con Encomienda de la Orden de Alfonso el Sabio, de España; Medalla otorgada por el presidente Álvaro Obregón, de México; y Medalla de Oro del Ministerio de Instrucción Pública de Valladolid (España).   
En Madrid, llevan su nombre una sala del Teatro Lara y una calle.
En Argentina, el Teatro Cómico pasó a tener su nombre como homenaje, al igual que en municipio bonaerense de San Isidro, paralelo al ferrocarril de La Costa, frente al Río de la Plata.

## Legado
En honor a la actriz, el Teatro Lara de Madrid cuenta con una sala con capacidad para 120 personas con su nombre. El programa de humor Nadie sabe Nada, emitido por la Cadena Ser, contaba con una sección llamada "Los Membridatos" en la cual Berto Romero mencionaba datos biográficos de la artista cuando se grababa el programa en Madrid.

## Filmografía
Participó en las siguientes películas:
Intérprete
- Por mi bandera	(1917 ?)
- Tierra argentina Dios te bendiga	(1917 ?)
- La chismosa (1938) dir. Luis Marquina y Enrique Telémaco Susini
- La cigüeña dijo ¡Sí! (1955) dir. Enrique Carreras

## Premios
- Medalla al Mérito Artístico, de la República Argentina, en 1954.
- Gran cruz de la Orden de Alfonso X el Sabio.
- Gran cruz de la Orden de Isabel la Católica.
- Medalla especial del Círculo de Bellas Artes de Madrid (1956).
- Medalla del Mérito al Trabajo (1969).